# اندرو بیمیلر
آندرو جان بیمیلر (Andrew John Biemiller)‏ (۲۳ ژوئیه ۱۹۰۶–۳ آوریل ۱۹۸۲)، سیاستمدار آمریکایی و کارمند اتحادیهٔ کارگری بود.

## پیشینه
بیمیلر در ۲۳ ژوئیه ۱۹۰۶ در سنداسکی ایالت اوهایو متولد شد و در مدارس دولتی آنجا آموزش دید. در سال ۱۹۲۶ مدرک BA را از دانشگاه کرنل بدست آورد، از سال ۱۹۲۶ تا سال ۱۹۲۸ در دانشگاه سیراکیوس تاریخ تدریس می‌کرد و سپس از سال ۱۹۲۹ تا سال ۱۹۳۱ در مدرسهٔ عالی دانشگاه پنسیلوانیا تحصیل کرد، کلاس‌ها کارشناسی را تدریس می‌کرد و به همین‌گونه در مدرسهٔ تابستانی برین مار برای کارگران، تدریس می‌نمود.
بیمیلر پس از فراغت از دانشگاه در حزب سوسیالیست ایالات متحده آمریکا فعالیت کرد و مدیر کمپین نورمن توماس، کاندیدای سوسیالیست ریاست‌جمهوری سال ۱۹۳۲ بود. در سال ۱۹۳۳ به‌هدف فعالیت به حزب به ملواکی رفت و از سال ۱۹۳۳ تا سال ۱۹۳۶ به عنوان مدیر آموزش حزب خدمت کرد، از سال ۱۹۳۴ تا سال ۱۹۳۶ سردبیر روزنامهٔ ملواکی لیدر (یک روزنامهٔ سوسیالیسست) بود و با سازمان‌های مختلفی کار می‌کرد.
وی به یکی از اعضای فعال فدراسیون ترقی‌خواهان کشاورز- کارگر و حزب سوسیالیست تبدیل شد. بیمیلر عضو فدراسیون معلمان آمریکا و انجمن روزنامه‌های ایالات متحده بود، در هیئت اجرایی شورای مشاغل فدراسیون ملواکی خدمت کرد و نائب رئیس ناحیهٔ ترنر ویسکانسین بود.

## وظایف دولتی

### مجلس قانون‌گذاری
در سال ۱۹۳۶ در تکت انتخاباتی حزب مترقی ویسکانسین (سوسیالیست‌ها و ترقی‌خواهان نوعی ائتلاف انتخاباتی را عملی می‌کردند اما پیشینهٔ‌اش واضحاً او را یک سوسیالیست فعال معرفی می‌نماید)، از حوزهٔ انتخابیه دوم شهرستان ملواکی (محله‌های دوم و دهم شهر ملواکی) به مجلس قانون‌گذاری ایالتی ویسکانسین انتخاب شد و با ۶٬۷۶۷ رای در برابر ۵۸۶۷ رای کرتلو و ۲۱۲۹ رای در برابر آلیکس کلی جمهوری‌خواه، کلارنس کرتلو نماینده دموکرات را کنار زد. بیمیلر در کمیته‌های دائمی قضائی و رفاه عمومی، کمیته مشترک ویژهٔ «قانون‌گذاری در مورد ادارهٔ دولت ایالتی» و شاید مهم‌تر از همه در «کمیتهٔ موقت» که در سال ۱۹۳۷ توسط قانون‌گذاران به‌منظور بحث روی سازماندهی مجدد دولت ویسکانسین تشکیل شده بود، منصوب شد.
در سال ۱۹۳۸ با کسب ۵٬۰۹۸ رای در برابر ۲۹۳۴ ادوارد جی. مولر جمهوری‌خواه و۲۸۴۸ رای ویلیام دبلیو. مورفی دموکرات، مجدداً به مجلس انتخاب شد. به کار خود در کمیتهٔ قضائی ادامه داد و در کمیتهٔ ویژه «نیازهای درآمد دولت برای دوسال جاری» و کمیتهٔ قوانین عنوان خودرو، منصوب شد.
در سال ۱۹۴۰ با کسب ۷٬۸۱۲ رای در برابر ۴٬۸۶۹ رای اتوکهرین، نماینده پیشین سوسیالیست ایالت (که اکنون به عنوان جمهوری‌خواه وارد رقابت‌های انتخاباتی شده بود) و ۴۰۹۵ رای المیر فوریستر دموکرات، یک‌بار دیگر مجدداً انتخاب شد. بیمیلر به کمیتهٔ لوایح نهایی (لایحه ثبت نام شده نسخه نهایی) و کمیتهٔ اضافی ویژهٔ «فعالیت‌های خراب‌کارانه و آمریکا ستیزانهٔ گروه‌های خاصی کارمندان دخیل در تولید نیازمندی‌های دفاع ملی»، انتقال شد. پیشینهٔ رسمی وی او را دیگر در فهرست اعضای فعال حزب سوسیالیست ذکر نمی‌کند بلکه وی را به‌عنوان یکی از اعضای فدراسیون حزب ترقی‌خواه توصیف می‌کند. و رهبر رایزنشی (رهبر فراکسیون مجلس) حزب ترقی‌خواه در مجلس شد.
بیمیلرتا سال ۱۹۴۲ زمانی‌که به‌خاطر اشغال یک پست در هیئت تولیدات جنگی به واشینگتن رفت، به کار به عنوان سازمان‌دهندهٔ اتحادیه فدراسیون کارگری ایالت ویسکانسین، ادامه داد. بار دیگر کاندید نشد و مایکل اف. اوکانل، جانشین وی در کنگره شد.

### کنگره
بیمیلر در سال ۱۹۴۴ به عنوان دموکرات (بیمیلر در آن موقع حزب سوسیالیست و حزب ترقی‌خواه را ترک کرده بود) از حوزهٔ انتخابیهٔ پنجم کنگره ایالت ویسکانسین مستقر در ملواکی در کنگره هفتاد و نهم انتخاب شد و با کسب ۸۸٬۶۰۶ رای در برابر ۷۸٬۸۳۴ رای تهیل، ۴٬۷۵۸ رای ادوین نپه نمایندهٔ پیشین ایالتی سوسیالیست و ۲٬۱۰۳ رای آیروین آرون کنشگر سیاسی مستقل، لوئیس دی. تیل نمایندهٔ جمهوری‌خواه را کنار زد.
در انتخابات مجدد سال ۱۹۴۶، توسط چارلز جی. کریستین شکست خورد و به‌عنوان مدیر آموزش سیاسی اتحادیه تودوزها به کار آغاز کرد. در جریان این مدت با تعداد زیادی سوسیالیست‌ها و ترقی‌خواهان پیشین همراه شد تا در تأسیس سازمان سیاسی آمریکایی‌ها برای اقدام دموکراتیک، کمک نماید. با هیوبرت هامفری در قسمت درخواست موفقیت‌آمیز پلانک قوی حقوق مدنی در کنوانسیون ملی دموکرات‌ها که نماینده و رئیس کمیتهٔ معرفی کننده پلانک این کنوانسیون بود، همکاری کرد.

## بعد از کنگره
بیمیلر پس از این‌که کرسی خود را در کنگره از دست داد تا پایان دورهٔ دولت ترومن در وزارت کشور (داخله) کار کرد. از سال ۱۹۵۳ تا سال ۱۹۵۶، به عنوان نمایندهٔ تقنین (لابی‌گر) برای فدراسیون کارگری آمریکا و سپس از سال ۱۹۵۶ تا سال ۱۹۷۸ مدیر ریاست قانون‌گذاری (سرلابی‌گر) فدراسیون کارگران آمریکا - کنگره سازمان‌های صنعتی، خدمت کرد. در این جریان به‌ویژه در دولت‌های کندی و جانسون، نقشی مهمی در تصویب حقوق مدنی، قانون بیمهٔ پزشکی سال‌مندان و سایر اسناد تقنینی اجتماعی و اقتصادی داشت.

## میراث
بیمیلر به عنوان قانون‌گذار، عضو کنگره، و فعال و مدافع کارگری، در اکثریت قوانین مهم دوران خود نقش داشته‌است. وی در ۳ مه آوریل سال ۱۹۸۲ در بتزدا ایالت مریلند درگذشت. مقالات وی در مرکز کارل آلبرت در دانشگاه اکلاهما موجود است.